# Шолохово
Шо́лохово (рос. Шолохово) — присілок у складі Митищинського міського округу Московської області, Росія.
Стара назва — Шолохова.

## Населення
Населення — 163 особи (2010; 100 у 2002).
Національний склад (станом на 2002 рік):
- росіяни — 98 %